# Сухопутні війська Югославії
Сухопу́тні війська́ Югосла́вської Наро́дної А́рмії (сербохорв. Kopnena vojska Jugoslovenske narodne armije) — найчисленніший вид збройних сил колишньої Югославської Народної Армії, призначений для ведення бойових дій переважно на суходолі. Складалися з піхоти, бронетанкових частин, артилерійських підрозділів, протиповітряної оборони та військ зв'язку, інженерного й протихімічного захисту та батарей берегової оборони. 
Налічували близько 140 тис. дійсних військовослужбовців (у тому числі 90 тис. призовників), а в умовах воєнного часу могли мобілізувати понад мільйон резервістів. Резервні сили були організовані за республіканським принципом у сили територіальної оборони і під час війни підпорядковувалися Верховному командуванню ЮНА як невід'ємна частина системи оборони. Територіальну оборону складали колишні призовники, яких час від часу викликали на військові навчання.

## Історія
Сухопутні війська ЮНА беруть свій початок від югославських партизанських загонів під час Другої світової війни. Датою заснування вважається 22 грудня 1941 року, коли в містечку Рудо, що в Боснії і Герцеговині, було сформовано першу бригаду Народно-визвольної армії Югославії. Після визволення країни від окупації держав Осі цю дату офіційно святкували як День армії СФР Югославії.
З вісьмох дивізій на початку 1950-х  сухопутні війська зросли в серпні 1966 року, за оцінками МІСС, до 220 000 вояків у складі 13 піхотних, 3 бронетанкових і 6 гірських дивізій та 14 окремих бригад, поміж яких повітряно-десантна і бригада морської піхоти.
У вересні 1968 року на підсилення ЮНА сформували Територіальну оборону (ТО), а 21 лютого 1974 року підрозділи ТО підпорядковано відповідним краям чи республікам. Таким чином утворилися Збройні сили СФРЮ (сербохорв. Oružane snage SFRJ) у складі двох рівноправних частин — ЮНА і ТО.
У липні 1970 року Міжнародний інститут стратегічних досліджень оцінив, що сухопутні війська Югославії налічували 200 000 військовослужбовців: дев'ять піхотних дивізій з невеликою кількістю танків Т-34, одна танкова дивізія, укомплектована танками M47 Patton, Т-54 й Т-55, 33 окремі піхотні бригади, 12 окремих танкових бригад, одна бригада морської піхоти, одна повітряно-десантна бригада, 650 танків M4 Sherman, ПТ-76 
і близько 35 танків AMX-13, а також М-3, БТР-50 та БТР-60П, САУ СУ-100, а також 105-мм і 155-мм гаубиці, ракети «земля-повітря» С-75 «Двіна» та самохідні зенітні гармати СУ-57П.
За Конституцією Югославії 1974 р., сухопутні війська складалися із шістьох армій, розподілених по п'ятьох республіках:
- Перша армія (Белград) — на півночі Соціалістичної Республіки Сербія та в САК Воєводина
- Друга армія (Ніш) — на півдні СР Сербія та в САК Косово
- Третя армія (Скоп'є) — в СР Македонія
- П'ята армія (Загреб) — в СР Хорватія
- Сьома армія (Сараєво) — в СР Боснія і Герцеговина
- Дев'ята армія (Любляна) — в СР Словенія
  - 2-й корпус (Тітоград)

Колишня Четверта армія стала Прибережним військово-морським округом (Спліт) 
Станом на липень 1979 року Міжнародний інститут стратегічних досліджень оцінював, що сухопутні війська Югославії складалися зі 190 000 військовослужбовців (включаючи 130 000 військовозобов'язаних): вісьмох піхотних дивізій, сімох окремих танкових бригад, 12 окремих піхотних бригад, двох гірсько-піхотних бригад, одного повітряно-десантного батальйону, 12 артилерійських полків, 6 протитанкових артилерійських полків і 12 зенітно-артилерійських полків.
Під час погіршення політичної обстановки в Югославії у 1980-х роках стала очевидною напруга у відносинах між ЮНА та ТО. Союзна влада занепокоїлася тим, що республіки, які входили до складу Югославії, використають TO для просування процесу свого відокремлення від Югославії, і тому роззброїла 130 000 учасників TO Косова. 1988 року ЮНА спробувала поглинути всю TO, а боснійський серб генерал Благоє Аджич став начальником Генерального штабу збройних сил ЮНА, хоча Територіальній обороні Боснії і Герцеговини вдалося зберегти самостійність і стати в подальшому республіканськими збройними силами. 
25 грудня 1988 року на підставі плану «Єдність» шість армій було реорганізовано у 3 військові округи або області (з центрами у Белграді, Загребі та Скоп'є), які більш не відповідали внутрішнім кордонам, що ускладнювало республікам контроль над своїми силами. За винятком Пролетарської гвардії та механізованого корпусу, піхотні дивізії сухопутних військ переформували в 17 корпусів у складі від чотирьох до восьми бригад кожен. Наприкінці червня 1990 року ЮНА розпустила 6-ту Пролетарську піхотну дивізію та командування оборони міста Загреб.

## Реформа
1990 року армія майже завершила структурну перебудову військ. Було ліквідовано старий поділ на піхотні дивізії та обрано найбільшою оперативною одиницею бригаду. Десять із дванадцяти стрілецьких дивізій армія перетворила на 29 танкових, механізованих і гірсько-стрілецьких бригад з артилерійськими, зенітними і протитанковими полками в їхньому складі. Ще до 1990 року було створено одну повітряно-десантну бригаду. Перехід до бригадної організації забезпечив більшу операційну гнучкість, маневреність і тактичну ініціативу, а також зменшив можливість знищення великих підрозділів армії в бойових сутичках з агресором. Завдяки цій зміні виникло багато нових посад старшого командного складу, які б сприяли розвитку відносно молодих і здібних офіцерів. Бригадна структура також була більш доречною в період скорочення чисельності живої сили.

## Залучення до внутрішніх конфліктів
Наприкінці листопада 1968 сухопутні війська вперше було застосовано проти власного народу. 27 листопада, коли відзначалося національне свято сусідньої Албанії — День прапора, косовські албанці масово вийшли на вулиці Приштини та інших міст Косова, вимагаючи, щоб Автономний край Косово став республікою. Демонстрації проходили під гаслом: «Косово республіка!». Військовики у взаємодії з міліцією брутально відреагували на заворушення, придушивши його. 
На початку весни 1981 року під час чергових протестів албанців Косова сухопутні війська ЮНА знову здійснили збройну інтервенцію на власну територію. Тоді, застосувавши бойову техніку та небачену демонстрацію сили, армія фактично запровадила неоголошений надзвичайний стан, поклавши край демонстраціям косовських албанців.

## Військові дії

### Десятиденна війна

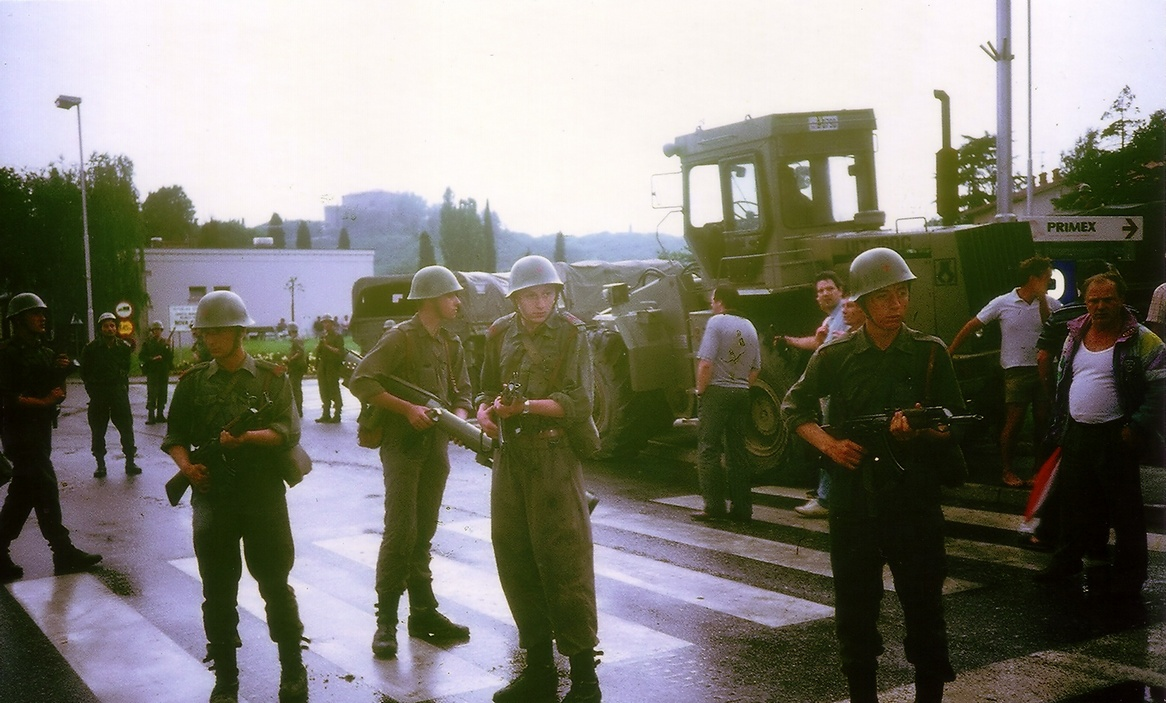
Вояки сухопутних військ ЮНА збираються вступити у збройне зіткнення із силами Територіальної оборони Словенії у Рожній Долині, 1991 рік

Під час дезінтеграції Югославії вояки сухопутних військ виявилися втягнутими у десятиденну війну за незалежність Словенії. Протягом цього збройного конфлікту югославська армія показала ганебні результати, оскільки багато солдатів навіть не усвідомлювали, що беруть участь не в навчаннях, а у справжніх військових діях, аж доки їх не було атаковано. В офіцерському корпусі переважали серби та чорногорці, а в багатьох випадках вони були ідеологічно віддані югославській єдності. Однак рядовими бійцями були призовники, багато з яких не мали сильної мотивації воювати проти словенців. Серед солдатів 5-го військового округу, який діяв у Словенії, 1990 року 30% становили албанці, 20% хорвати, 15—20% серби та чорногорці, 10% босняки і 8% словенці. Зрештою ЮНА втратила майже весь свій словенський і хорватський особовий склад, ставши майже повністю сербсько-чорногорськими військами. Її низькі результати у Словенії, а потім і в Хорватії дискредитували її керівництво — в січні 1992 року пішов у відставку з посади міністра оборони Кадієвич, а Аджич невдовзі після цього був змушений вийти на пенсію за станом здоров'я. Через невелику тривалість (10 днів) і відносно низьку інтенсивність війни втрати були незначними. Згідно зі словенськими оцінками, 44 вояки ЮНА загинули і 146 дістали поранення, а 4692 військовослужбовці ЮНА та 252 правоохоронці союзного підпорядкування словенська сторона захопила в полон. За післявоєнними оцінками ЮНА, її матеріальні втрати становили 31 танк, 22 бронетранспортери, 6 гелікоптерів, 6787 одиниць стрілецької зброї, 87 артилерійських установок і 124 одиниць ППО, які були або пошкоджені, або знищені, або конфісковані. Причиною порівняно незначних майнових збитків став розрізнений та короткочасний характер боїв.

## Озброєння та військова техніка

### Зброя
- Автомати
  - Zastava M70
- Кулемети
  - Zastava M53
  - Zastava M84
  - Zastava M72
  - Zastava M77
- Пістолети-кулемети
  - Škorpion vz. 61
- Снайперські гвинтівки
  - Zastava M76
- Пістолети
  - CZ-99
- Реактивні протитанкові гранатомети
  - M80 Zolja
  - M79 Osa
  - M90 Stršljen
- Зенітні установки
  - С-60 — ? шт.
  - M-55 — ?
  - Bofors 40mm — 142
- Самохідні зенітні комплекси
  - BOV-3/30 — ~100
  - M53/59 Praga — 789[10]
  - ЗСУ-57-2 — 125
- ПЗРК
  - Стріла-2 — 4700
  - Стріла-3
  - ПЗРК «Ігла»
- Зенітно-ракетні комплекси
  - Стріла-1 — 120
  - Стріла-10 — 18

### Артилерія

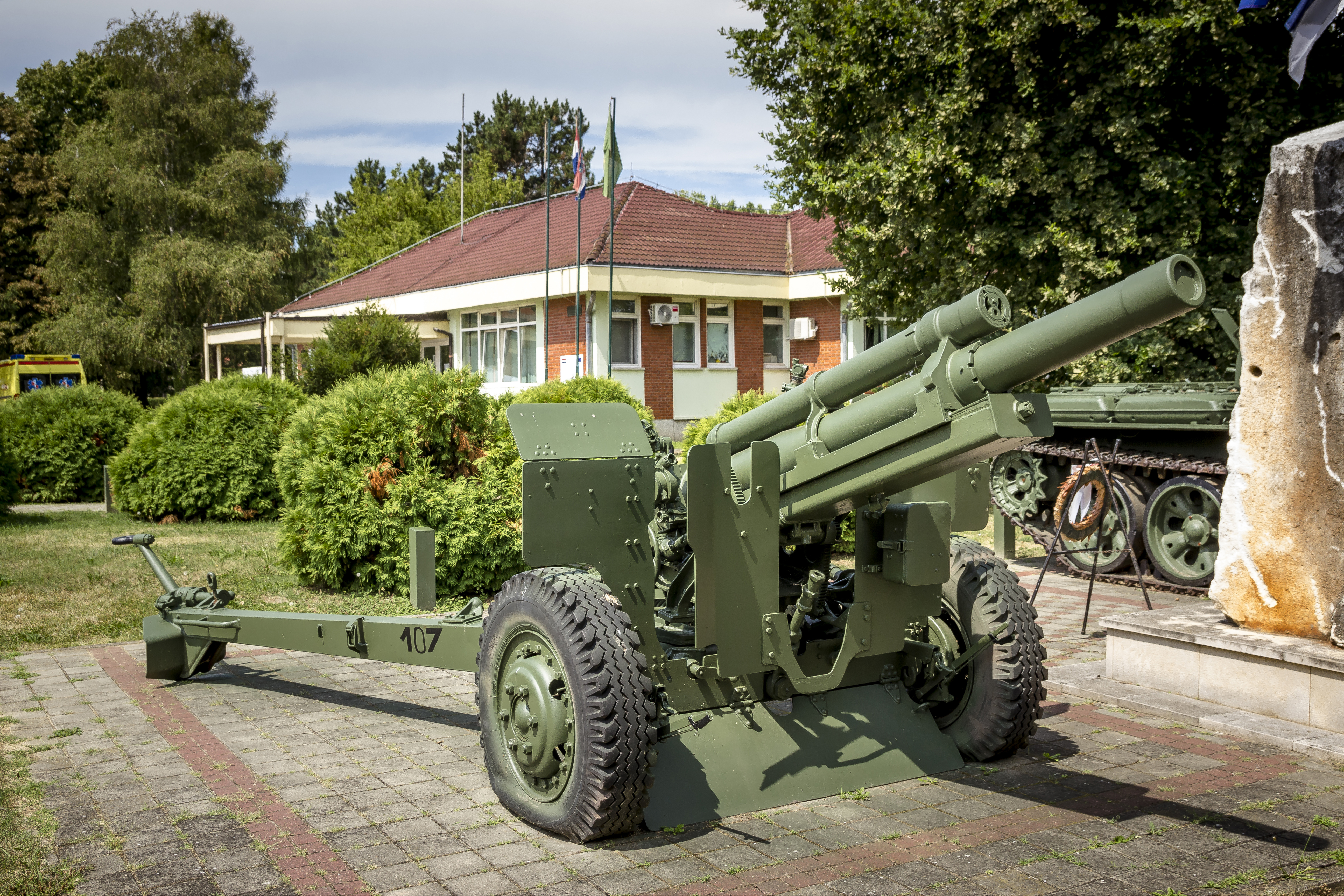
Гаубиця M101, виставлена у Валпово (Хорватія)

- Причіпна артилерія
  - М56 — ?

- - Д-30 (D-30J, D-30JA1) — 120
  - Д-74 — ?
  - М-46 — 250–300
  - Д-20 — 20
  - Nora M-84 — 84
- Реактивна артилерія
  - M-63 Plamen — ~800
  - M-77 Oganj — ~120
  - M-87 Orkan — ~10
  - 9К52 «Луна-М» — 10

### Самохідна військова техніка

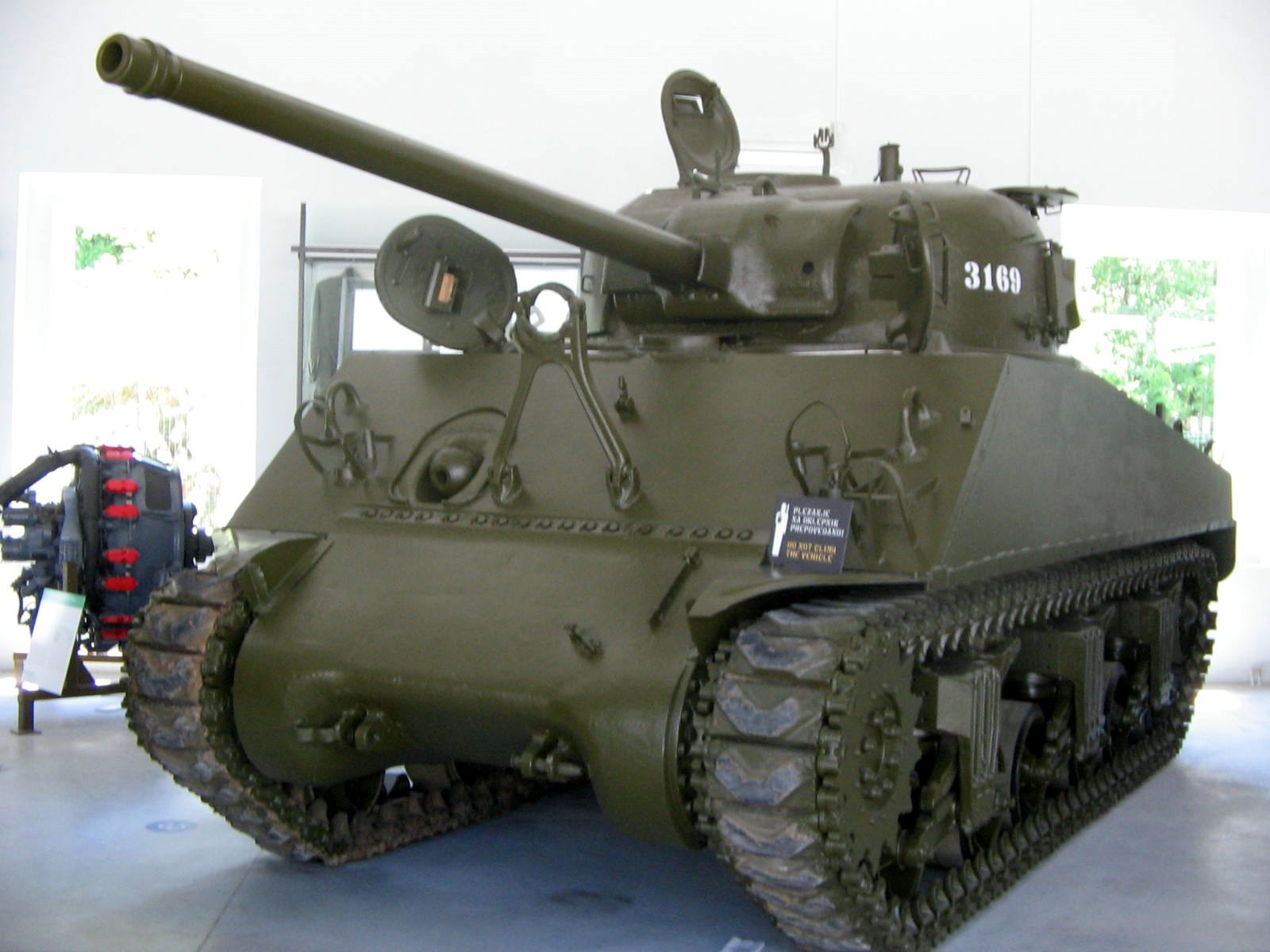
M4 Sherman надійшов у великій кількості в рамках програми допомоги СФР Югославії, починаючи з 1951 року.

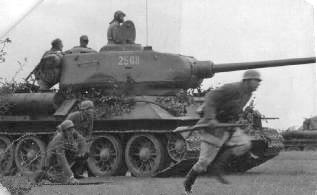
Т-34 був найдовше використовуваним танком ЮНА.

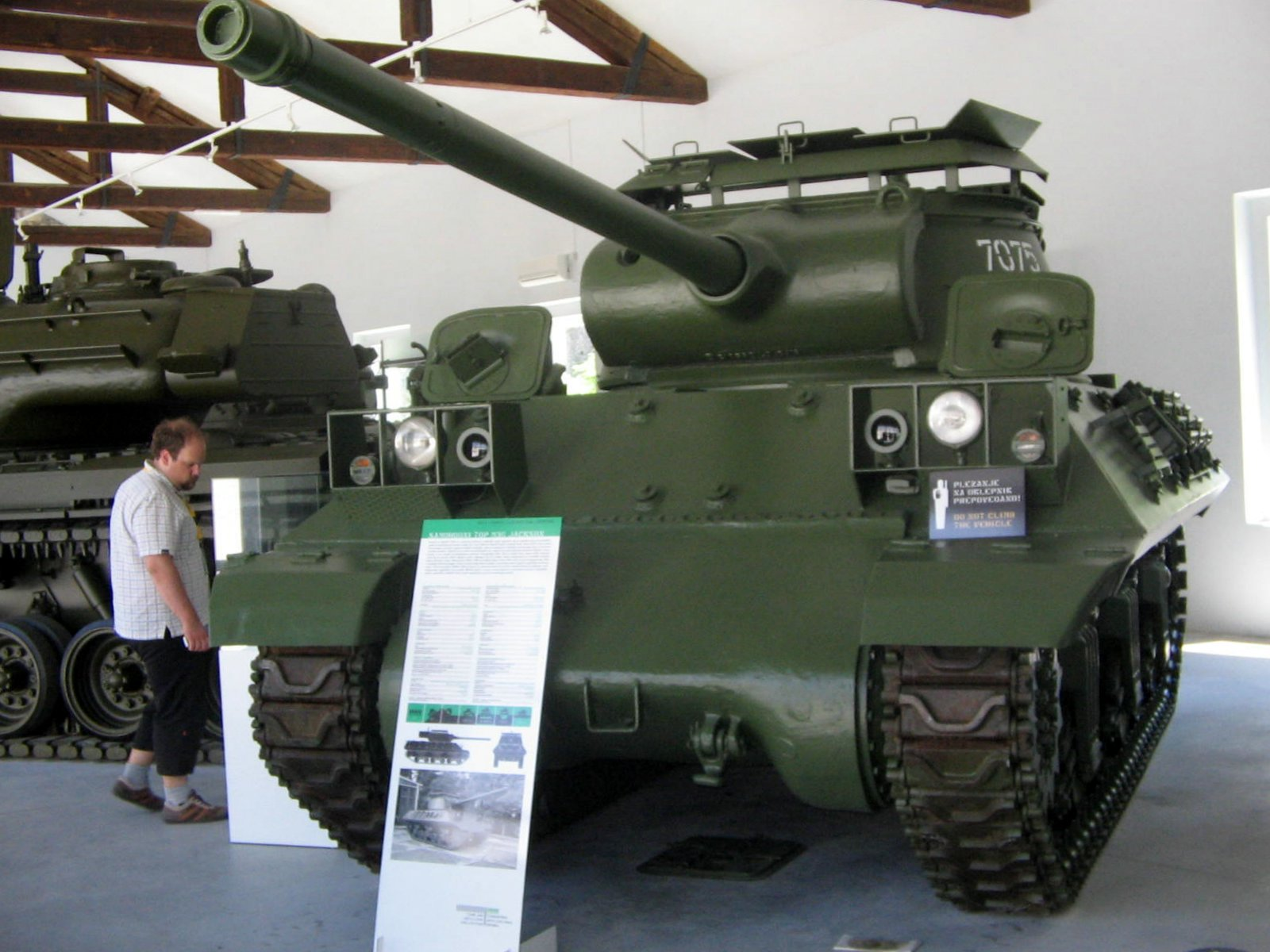
У ЮНА було кілька винищувачів танків M36.

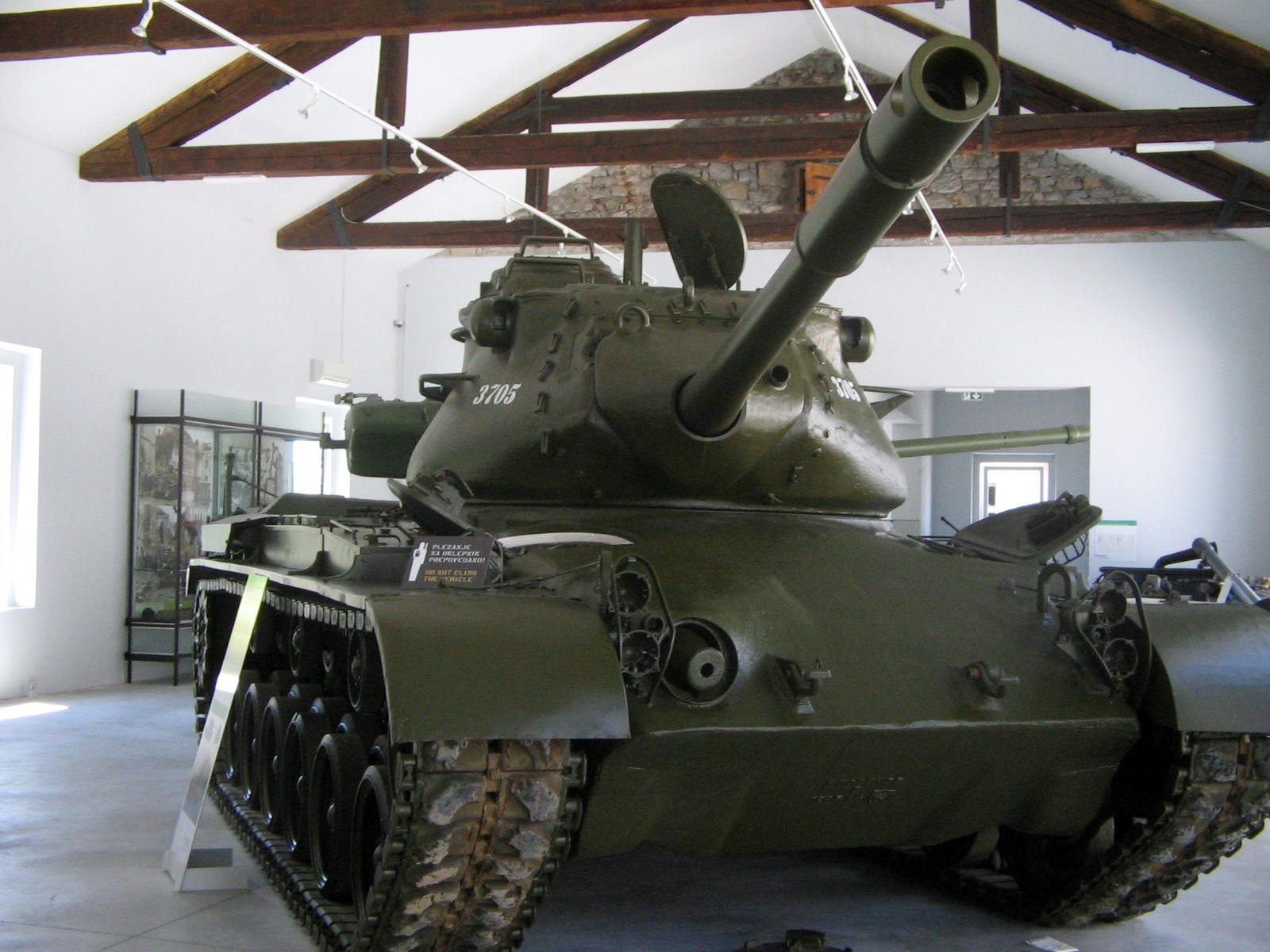
ЮНА отримувала найсучасніший на момент поставки західний танк M47 Patton, 1951 р.

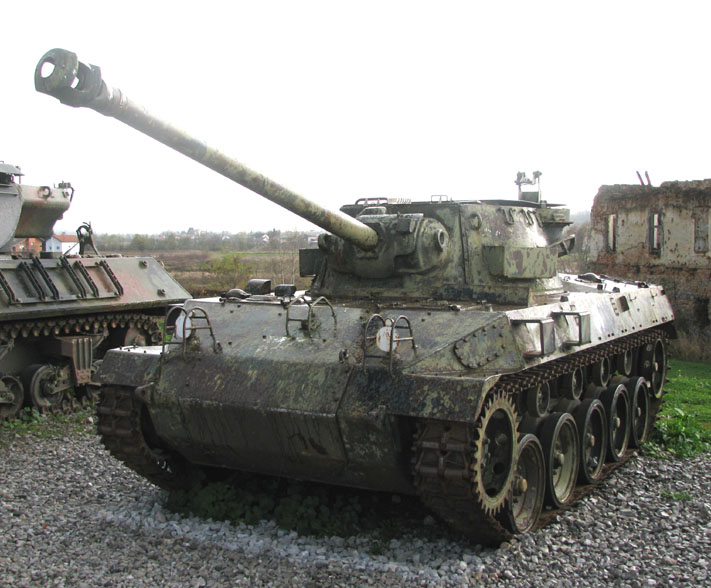
M18 — один із найшвидших винищувачів танків, що залишався в ЮНА до кінця існування армії.

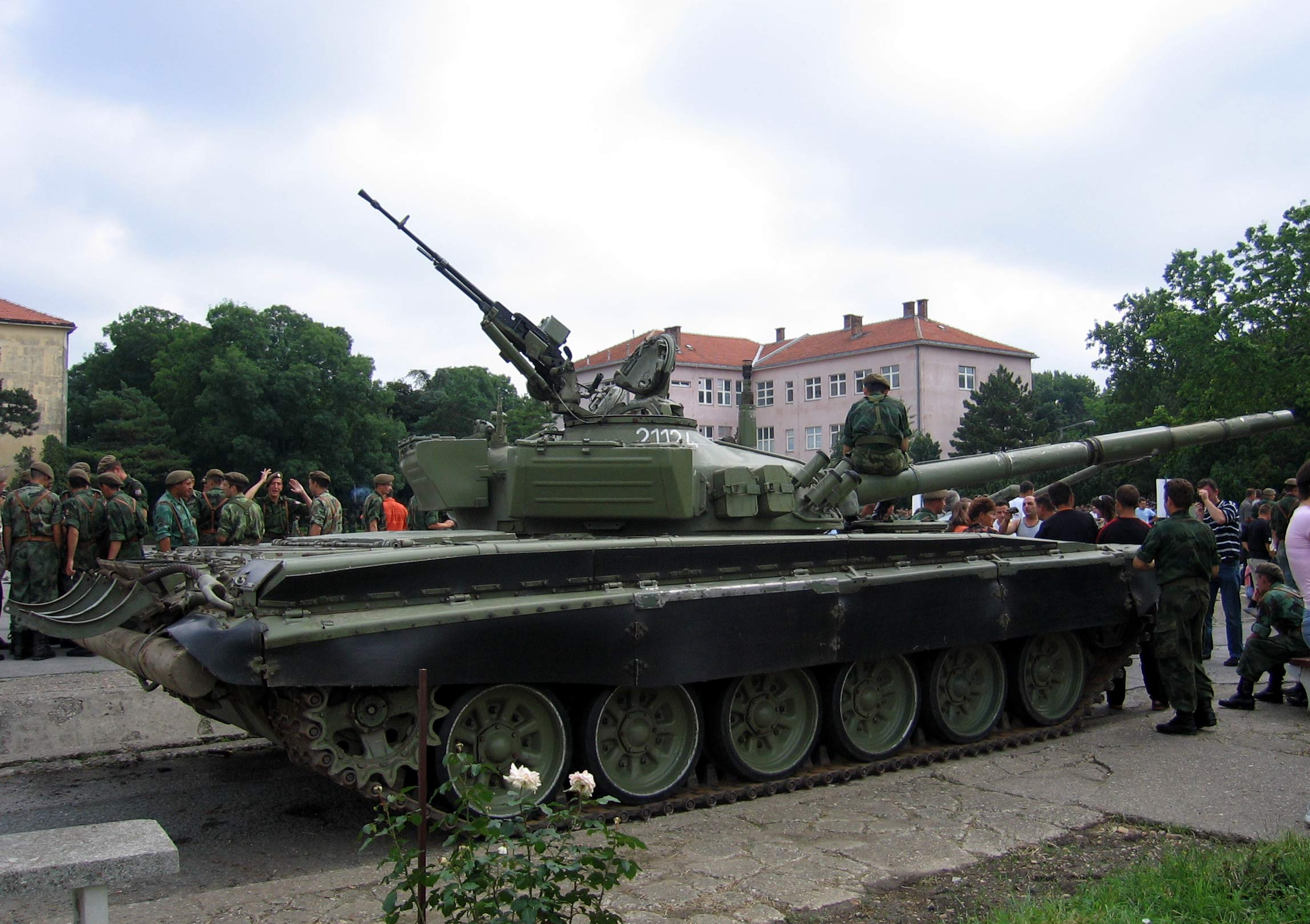
M-84 був найсучаснішим і єдиним серійним танком у СФРЮ.

| Танки                | Танки             | Танки             | Танки                 | Танки       |
| Назва                | Країна походження | Роки використання | Тип                   | Чисельність |
| -------------------- | ----------------- | ----------------- | --------------------- | ----------- |
| M3 Stuart            | США               | 1944—1956         | легкий танк           | 25+         |
| ПТ-76                | СРСР              | 1968—1992         | легкий танк           | 63          |
| Т-34/85              | СРСР              | 1945—1992         | середній танк         | ~1018       |
| Т-34/76              | СРСР              | 1945—1950(?)      | середній танк         | ~5          |
| M4 Sherman           | США               | 1951—1973         | середній танк         | 630         |
| M47 Patton           | США               | 1951—1988         | середній танк         | 319         |
| T-54                 | СРСР              | 1961—1992         | основний бойовий танк | 140         |
| Т-55                 | СРСР              | 1964—1992         | основний бойовий танк | ~1600       |
| Т-72                 | СРСР              | 1979—1992         | основний бойовий танк | 72 до 76    |
| M-84                 | СФРЮ              | 1983—1992         | основний бойовий танк | ~430        |
| Самохідні машини     |                   |                   |                       |             |
| Назва                | Країна походження | Роки використання | Тип                   | Чисельність |
| М7                   | США               | 1945—1922         | самохідна артилерія   | 70+         |
| M8                   | США               | 1945— ?           | самохідна артилерія   | 7           |
| ІСУ-152              | СРСР              | 1945— ?           | самохідна артилерія   | 1           |
| 2С1 «Гвоздика»       | СРСР              | 1953—1992         | самохідна артилерія   | ~100        |
| СУ-76                | СРСР              | 1945—1956         | винищувач танків      | 87          |
| M18 Hellcat          | США               | 1953—1992         | винищувач танків      | 250         |
| M36                  | США               | 1952—1992         | винищувач танків      | 399         |
| СУ-100               | СРСР              | 1945—1992         | винищувач танків      | 40          |
| Самохідні засоби ППО |                   |                   |                       |             |
| Назва                | Країна походження | Роки використання | Тип                   | Чисельність |
| М15                  | США               | 1951— ?           | самохідна артилерія   | 15          |
| M53/59 «Прага»       | Чехословаччина    | 1969—1992         | самохідна артилерія   | 789         |
| ЗСУ-57-2             | СРСР              | 1961—1992         | самохідна артилерія   | 60          |
| BOV                  | СФРЮ              | ? —1992           | самохідна артилерія   | 150+        |

## Галерея

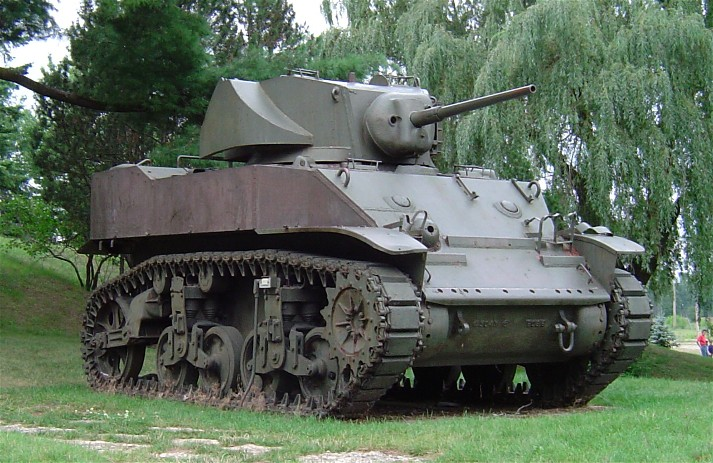
М3 Stuart
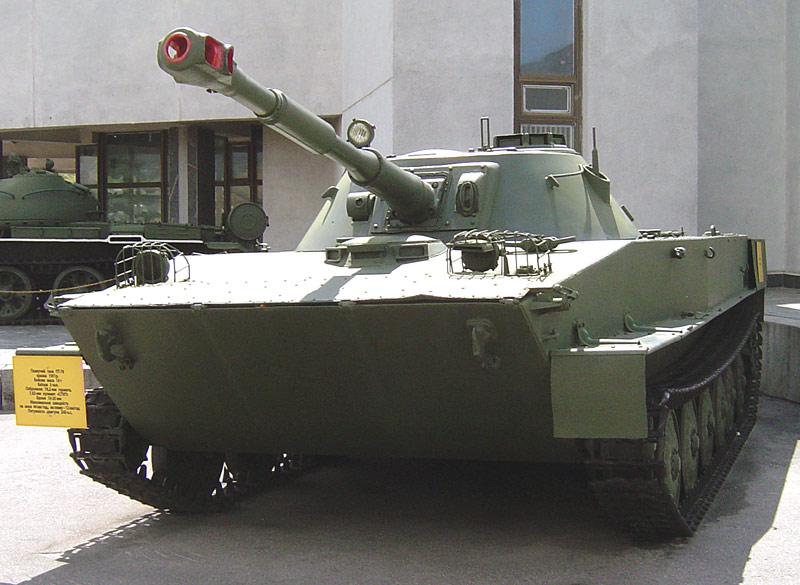
ПТ-76
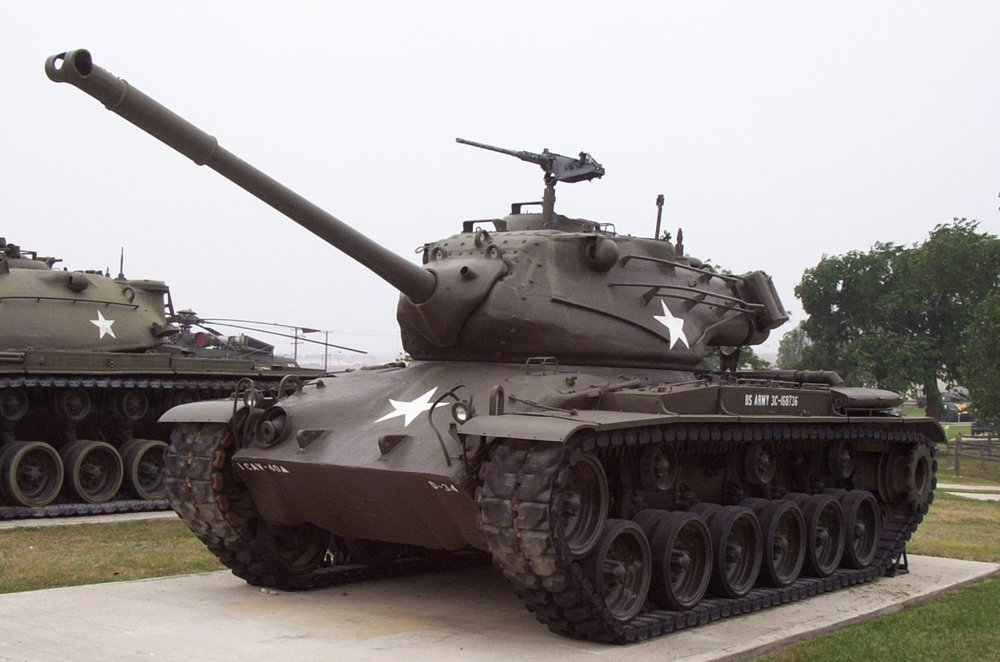
M47 Patton
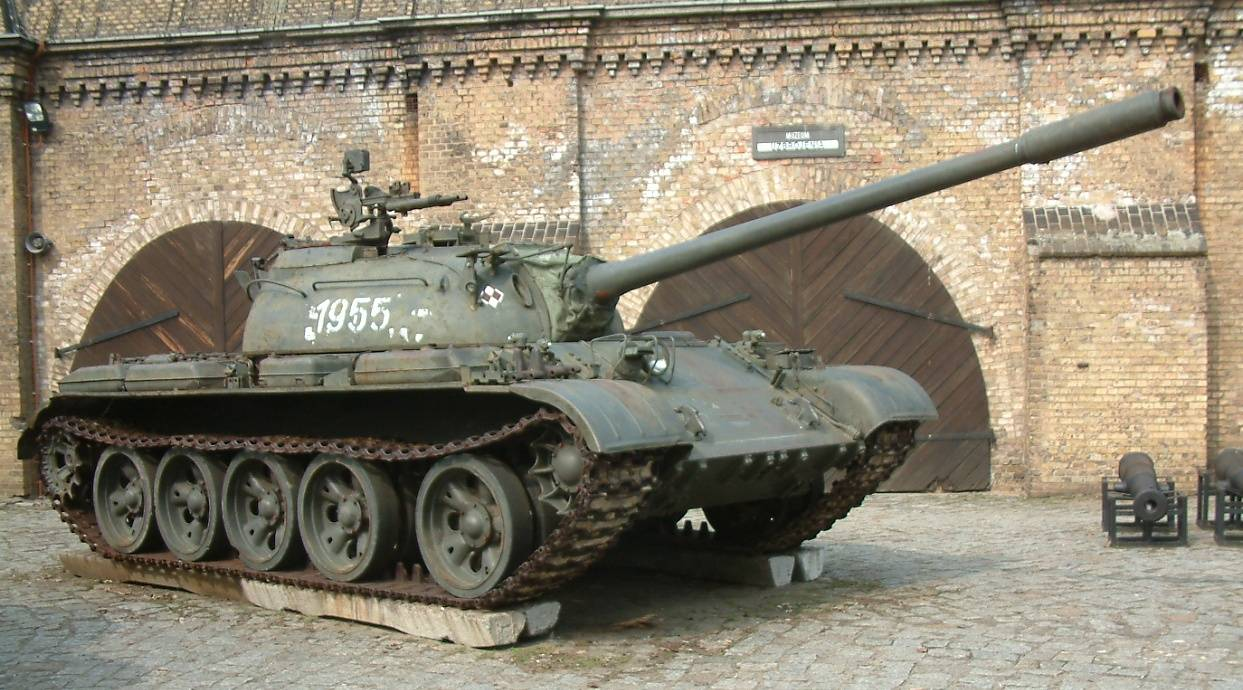
Т-55
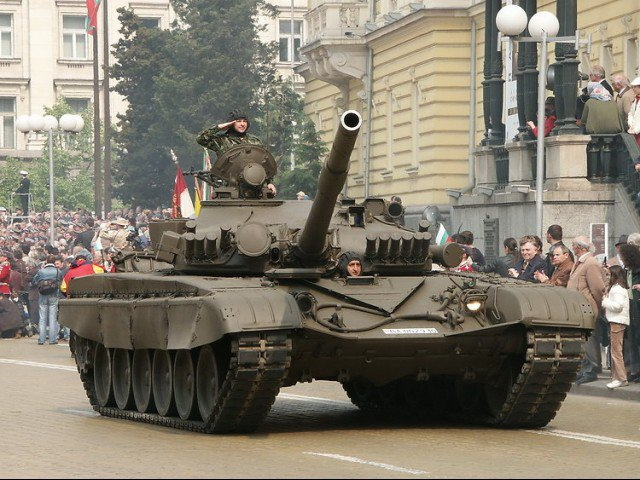
Т-72
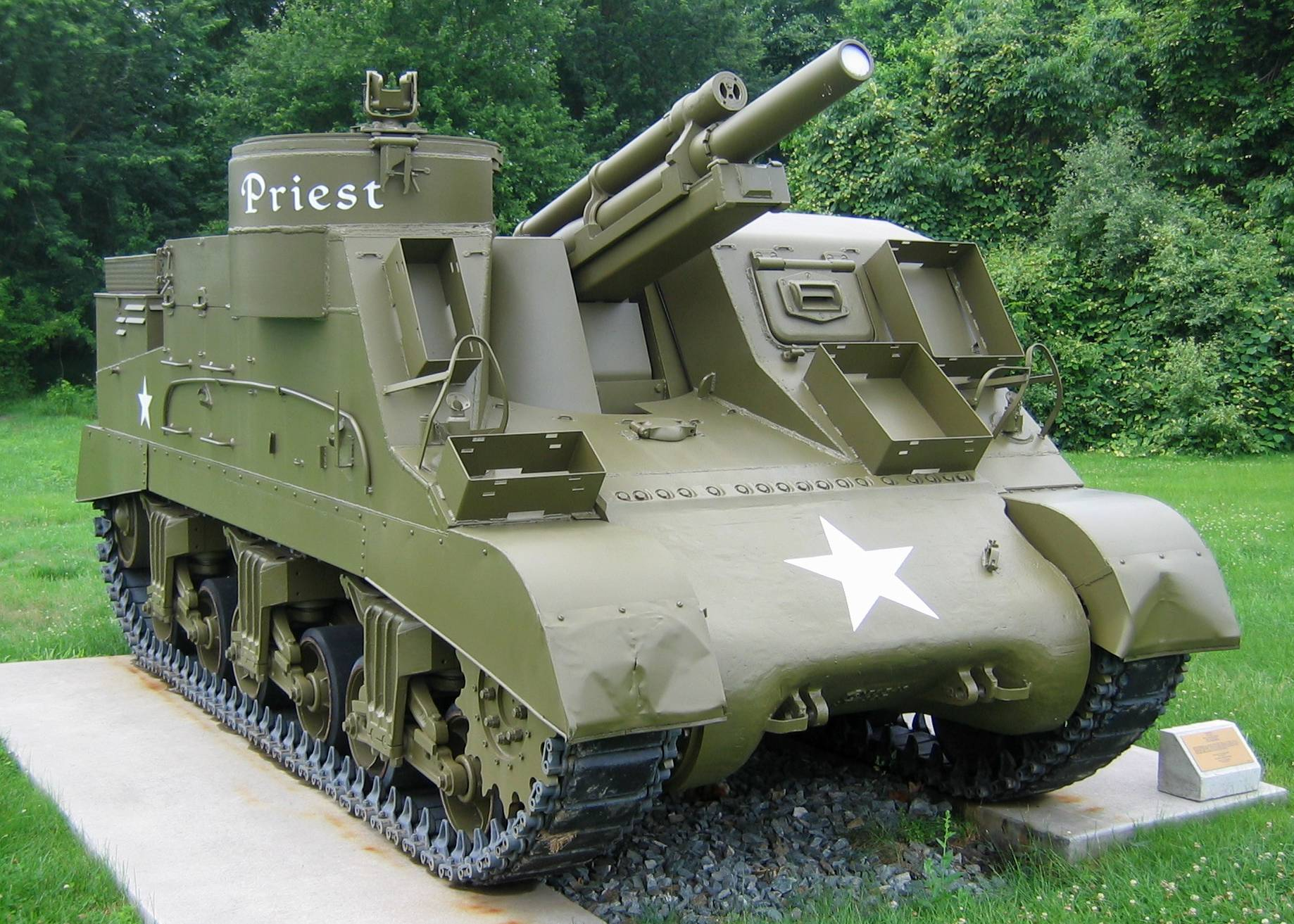
M7
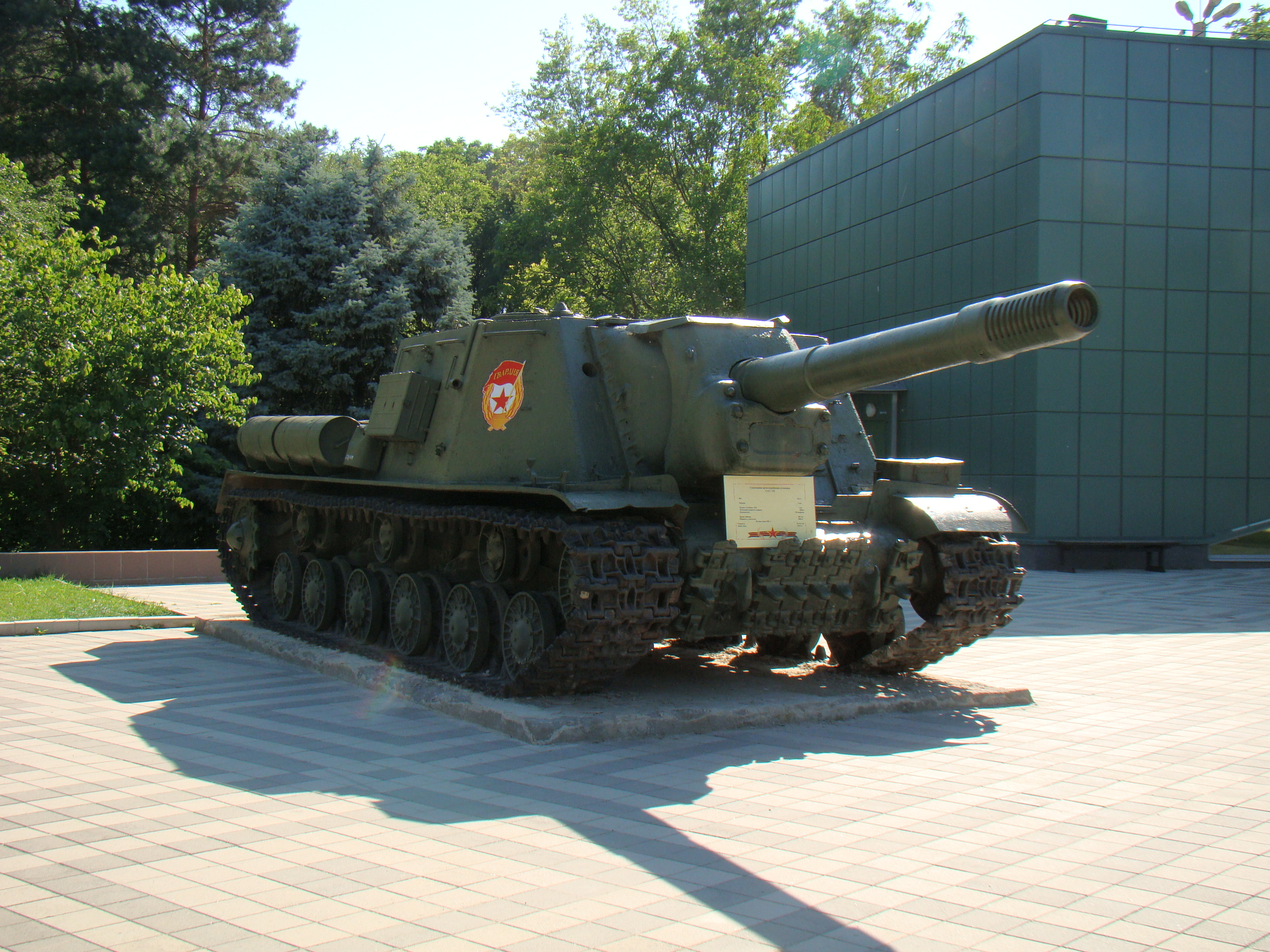
ІСУ-152
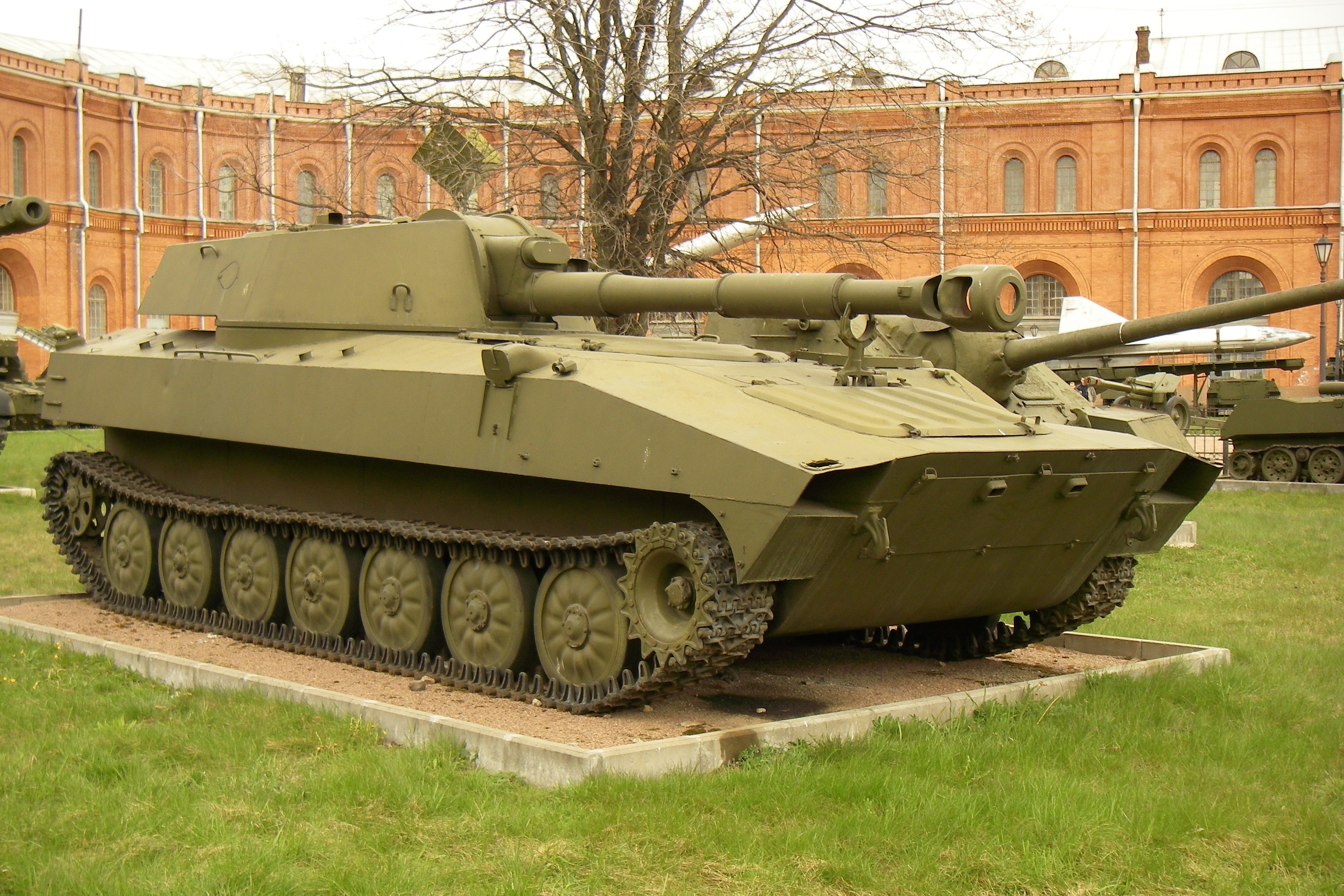
2S1 Gvozdika
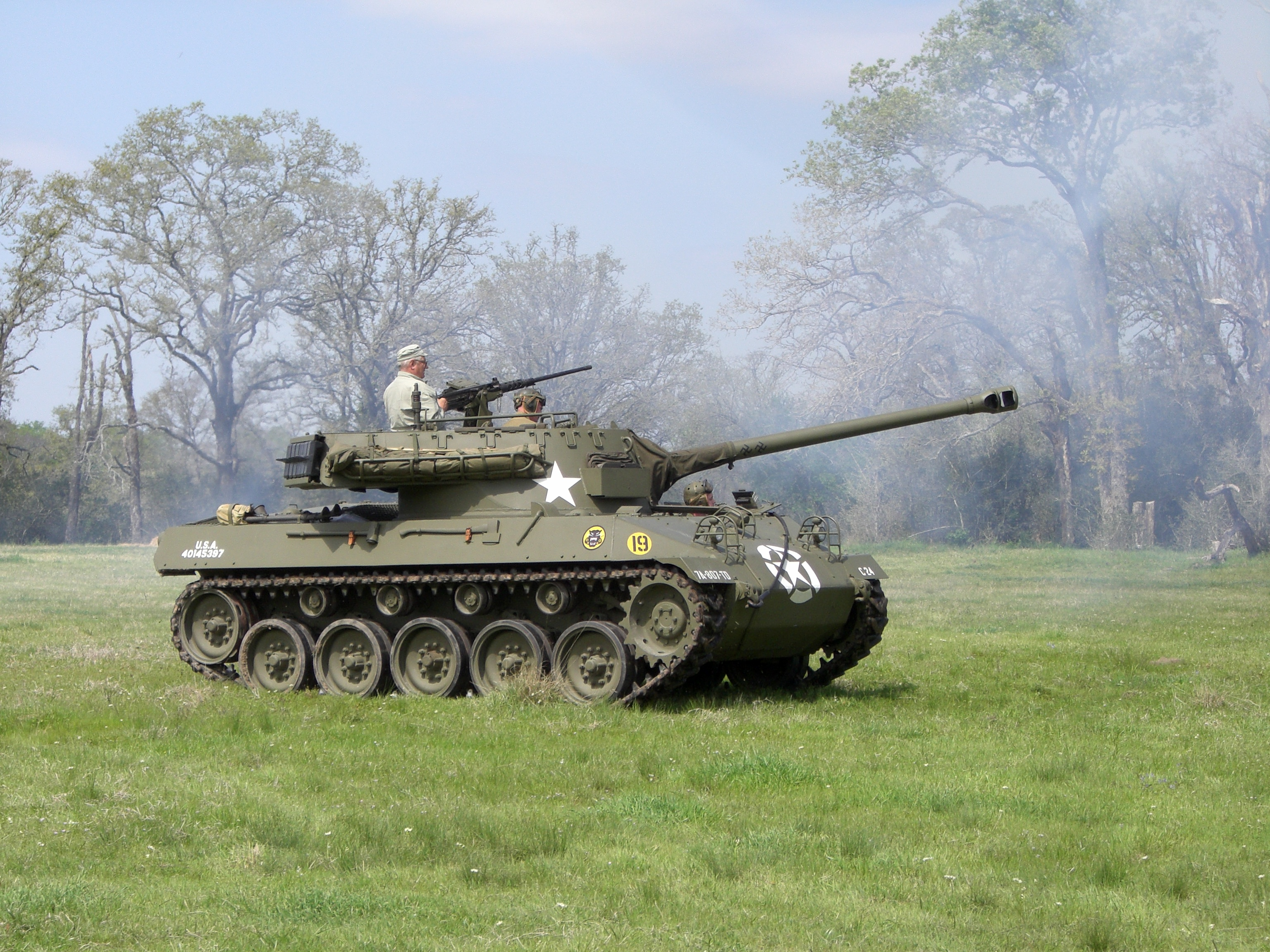
M18 Hellcat
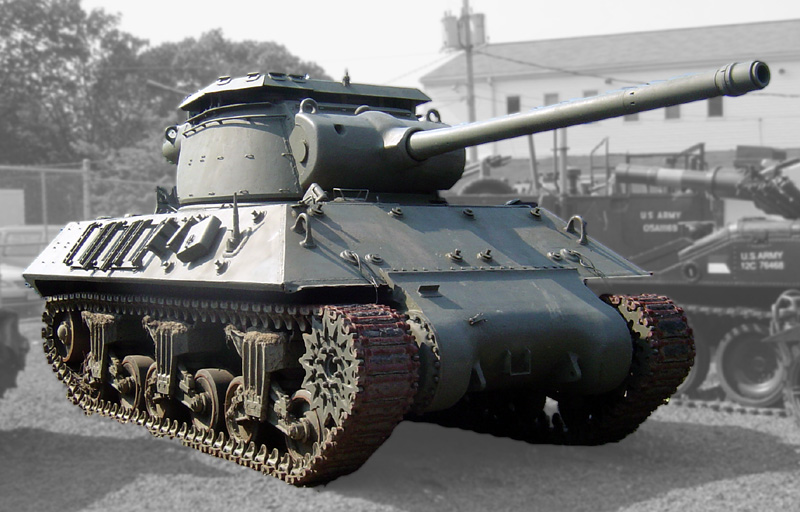
M36
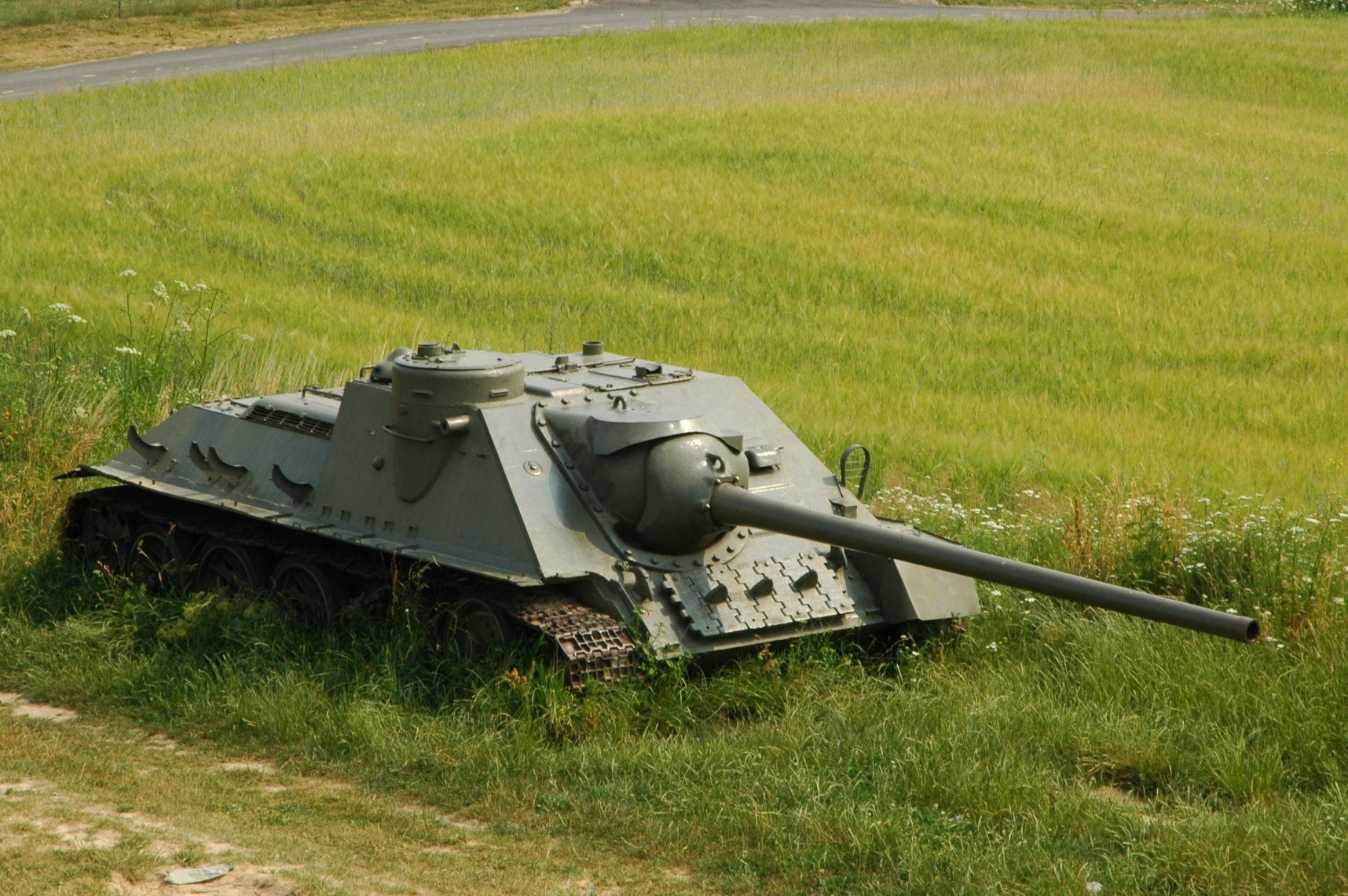
СУ-100
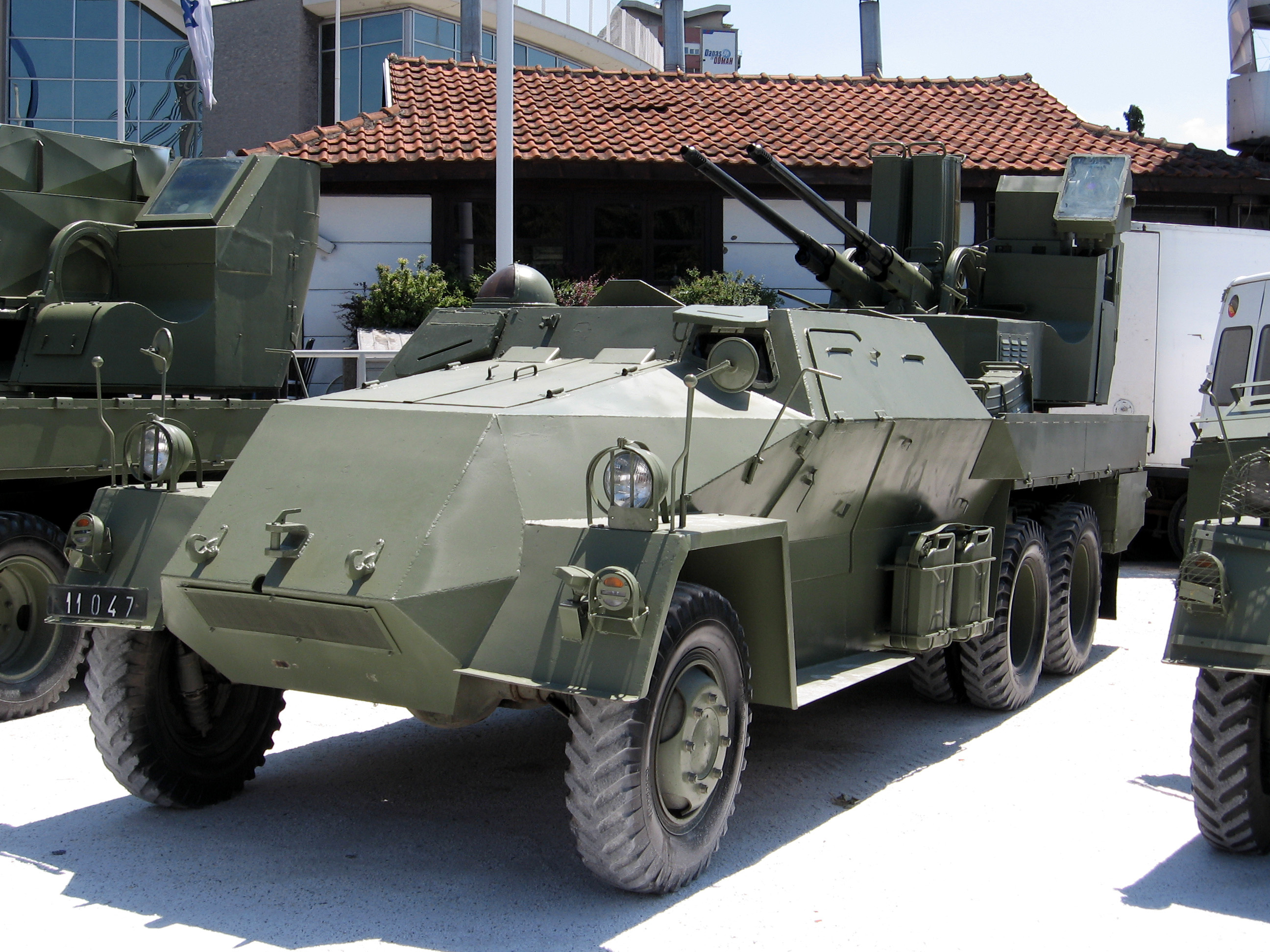
M53/59 Praga
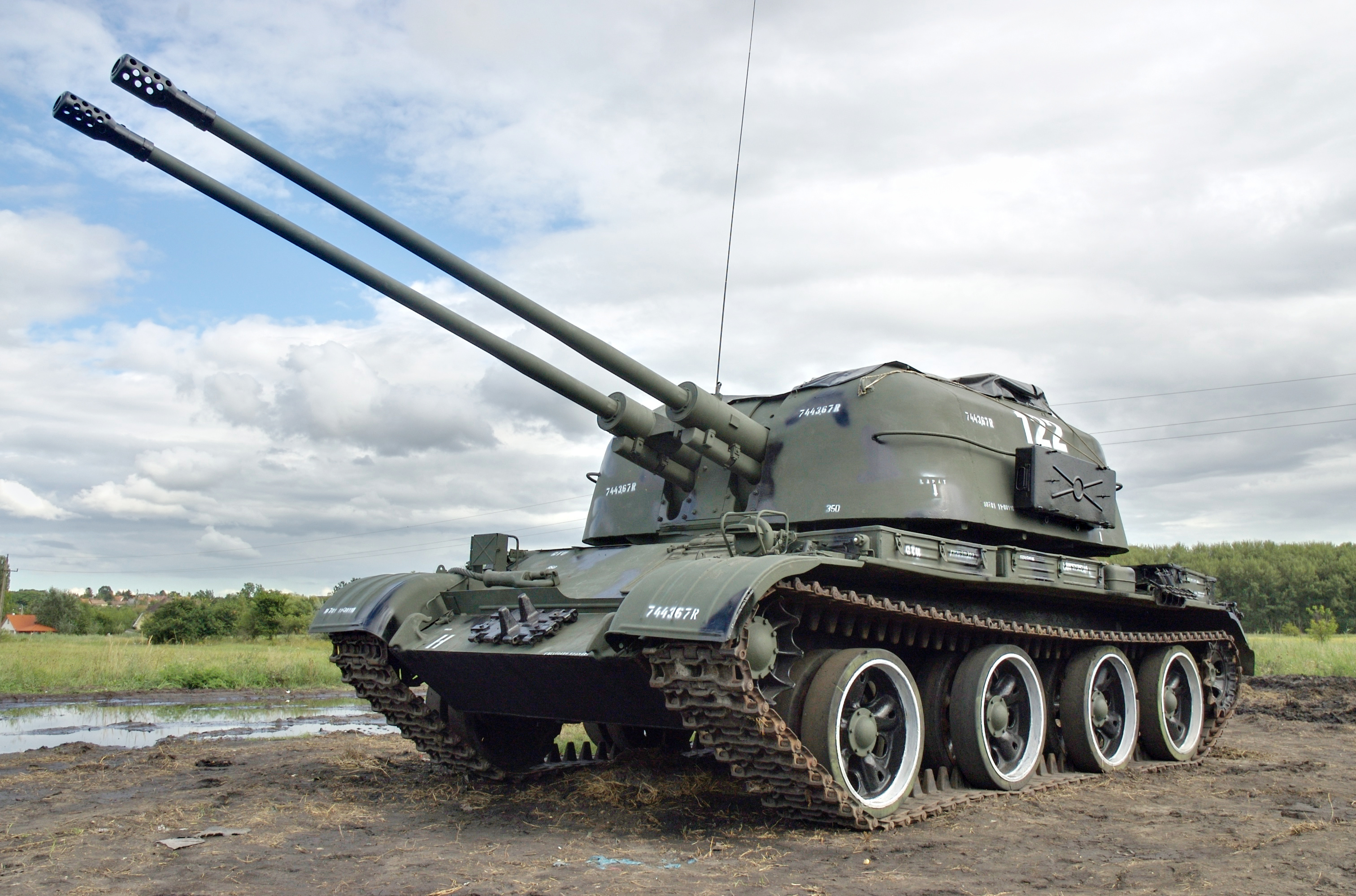
ЗСУ-57-2
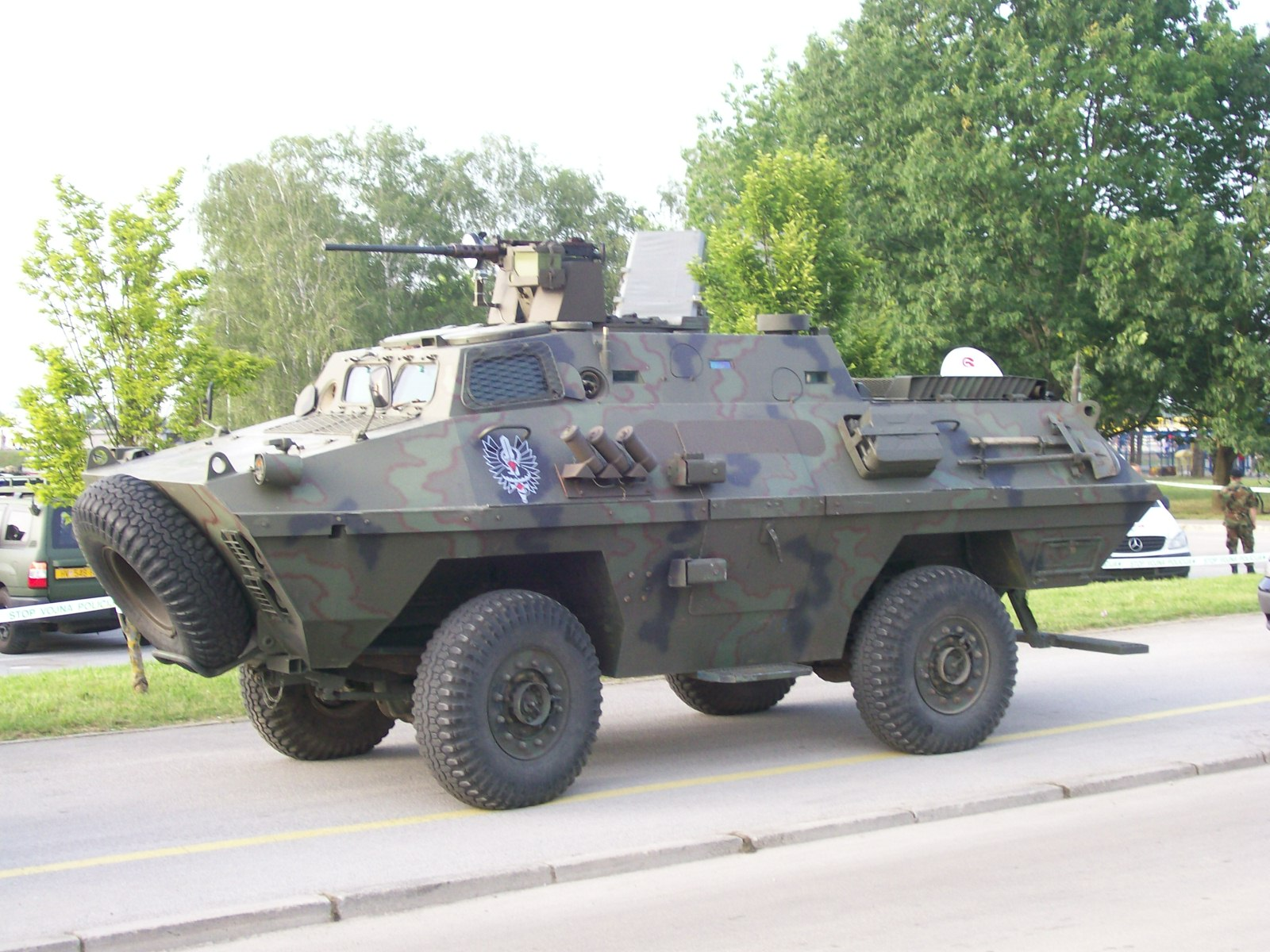
BOV